# حشره‌خوار گوش‌کوچک نلسون
 حشره‌خوار گوش‌کوچک نلسون (نام علمی: Cryptotis nelsoni) نام یک گونه از سرده حشره‌خوار گوش‌کوچک است.